# Julius Kröhl
Julius Hermann Kröhl (auch Kroehl; * 1820 in Memel; † 9. September 1867 auf San Telmo) war ein in die USA ausgewanderter deutscher Ingenieur und U-Boot-Konstrukteur. Mit der Sub Marine Explorer baute er das erste funktionstüchtige U-Boot der Welt.

## Leben
Der Sohn des Memeler Kaufmanns Jacob Kröhl zog frühzeitig nach Berlin. Dort studierte er Ingenieurswesen. Nach seinem Wehrdienst bei der preußischen Armee wanderte er 1844 in die Vereinigten Staaten aus. In Manhattan eröffnete er eine Werkstatt für Metallverarbeitung. 1852 gelang ihm mit dem Bau der Kuppel des New Yorker Glaspalastes ein technisches Meisterwerk, da das filigrane Dach von damals schwer herzustellenden rundgebogenen Eisenträgern gestützt wurde. 1854 erhielt er die amerikanische Staatsbürgerschaft. Im Jahr darauf ließ er sich seine fortschrittliche Eisenbiegemaschine, mit der er das starre Metall formen konnte, patentieren. Im Jahr 1858 heiratete er in Washington, D.C. Sophia Leuber.
Als Todesursache wurde auf dem Todesschein Malaria angegeben. Kröhl liegt auf dem Auswandererfriedhof von Panama-Stadt.

### Amerikanischer Bürgerkrieg
Während des amerikanischen Bürgerkrieges diente Kröhl bei der Marine der Nordstaaten. Dort galt er als Spezialist für Unterwassersprengungen und auch als Späher. Ende 1861 bekam er den Auftrag, eine Blockade der Südstaatler im Mississippi zu beenden. Dem örtlichen Kommandanten bot er an, nachts mit kleinen Ruderbooten Sprengladungen an den feindlichen Schiffen anzubringen. Dieses Vorhaben wurde abgelehnt. Der auslaufende Konvoi konnte zwar die Blockade durchbrechen, erlitt aber starke Verluste. Dabei wurde Kröhl leicht verletzt. Daraufhin reifte in ihm die Idee eines Tauchbootes, mit dem man Sprengsätze an feindlichen Schiffen anbringen könnte.

### Sub Marine Explorer

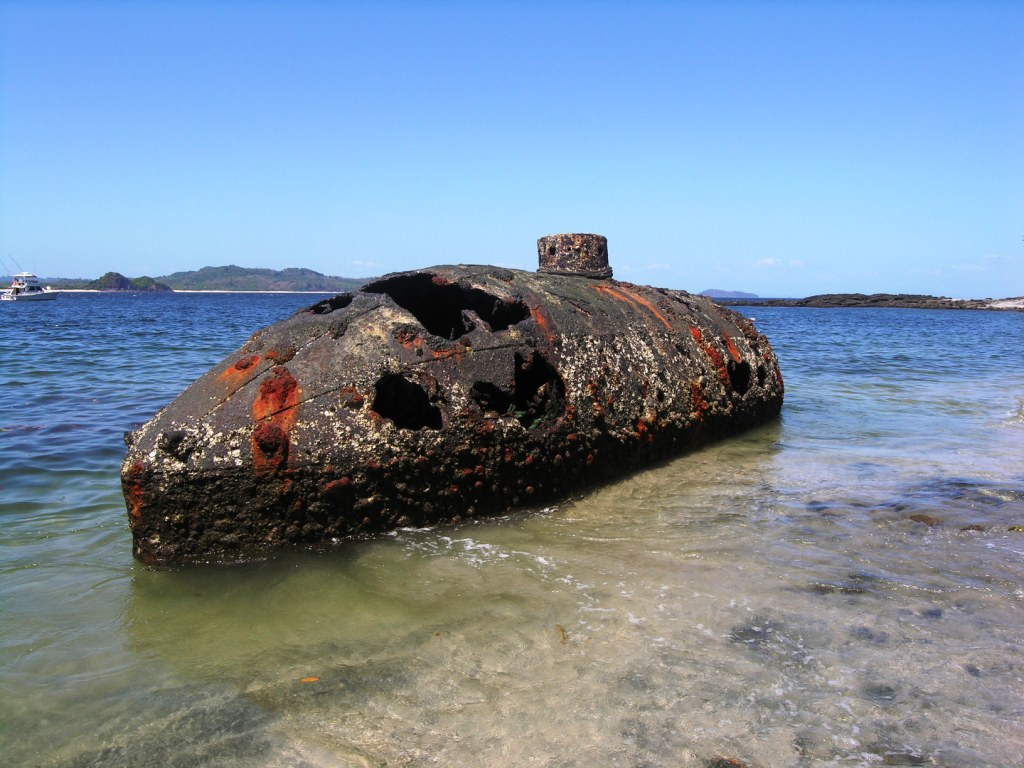
Das Wrack der heute völlig verrosteten Sub Marine Explorer am Strand einer Insel vor Panama

1863 bot Kröhl seinen Entwurf eines U-Boots dem Militär der Nordstaaten an, diese hatten jedoch kein Interesse. Kröhl stand daraufhin vor dem finanziellen Ruin. Erst mit der Pacific Pearl Company konnte er seinen Entwurf verwirklichen und baute 1865 die Sub Marine Explorer. 1866 fand der erste offizielle Tauchgang im Hafenbecken von New York statt. Während dieser Vorführungsfahrt gelang es der Sub Marine Explorer als erstem U-Boot der Welt, aus eigener Kraft wieder aufzutauchen. Das Boot hatte drei Druckschleusen im Boden, aus denen man Perlen vom Meeresboden aufsammeln konnte. Als Antrieb sah Kröhl eine Schraube vor, die mit Muskelkraft betrieben werden konnte. Ende 1866 wurde das U-Boot in seine Einzelteile zerlegt und nach Panama verschifft. Kröhl bekam den Auftrag, dort nach Perlen und Perlmuttmuscheln zu tauchen.
Nach mehreren Tauchfahrten starben Kröhl und seine Mannschaft im September 1867. Als Todesursache wurde Malaria angegeben. Es ist jedoch anzunehmen, dass alle an der damals unbekannten Taucherkrankheit verstarben, denn der schnelle Aufstieg nach den vielen Tauchgängen von bis zu vier Stunden in mehr als 40 Metern Tiefe wurde ohne Dekompression durchgeführt. Die Bestattung wurde durch die örtliche Bruderschaft der Freimaurer auf dem Cementerio de Extranjeros (Fremdenfriedhof) in Panama-Stadt im Viertel Chorrillo durchgeführt. Ein Porträt von Kröhl wurde nicht überliefert.
Das U-Boot liegt heute vom Rost zerfressen und unrestaurierbar in einer Bucht der Insel San Telmo im Golf von Panama südöstlich von Panama-Stadt (Koordinaten: 8° 16′ 53,7″ N, 78° 50′ 45,2″ W).